# Вальцы

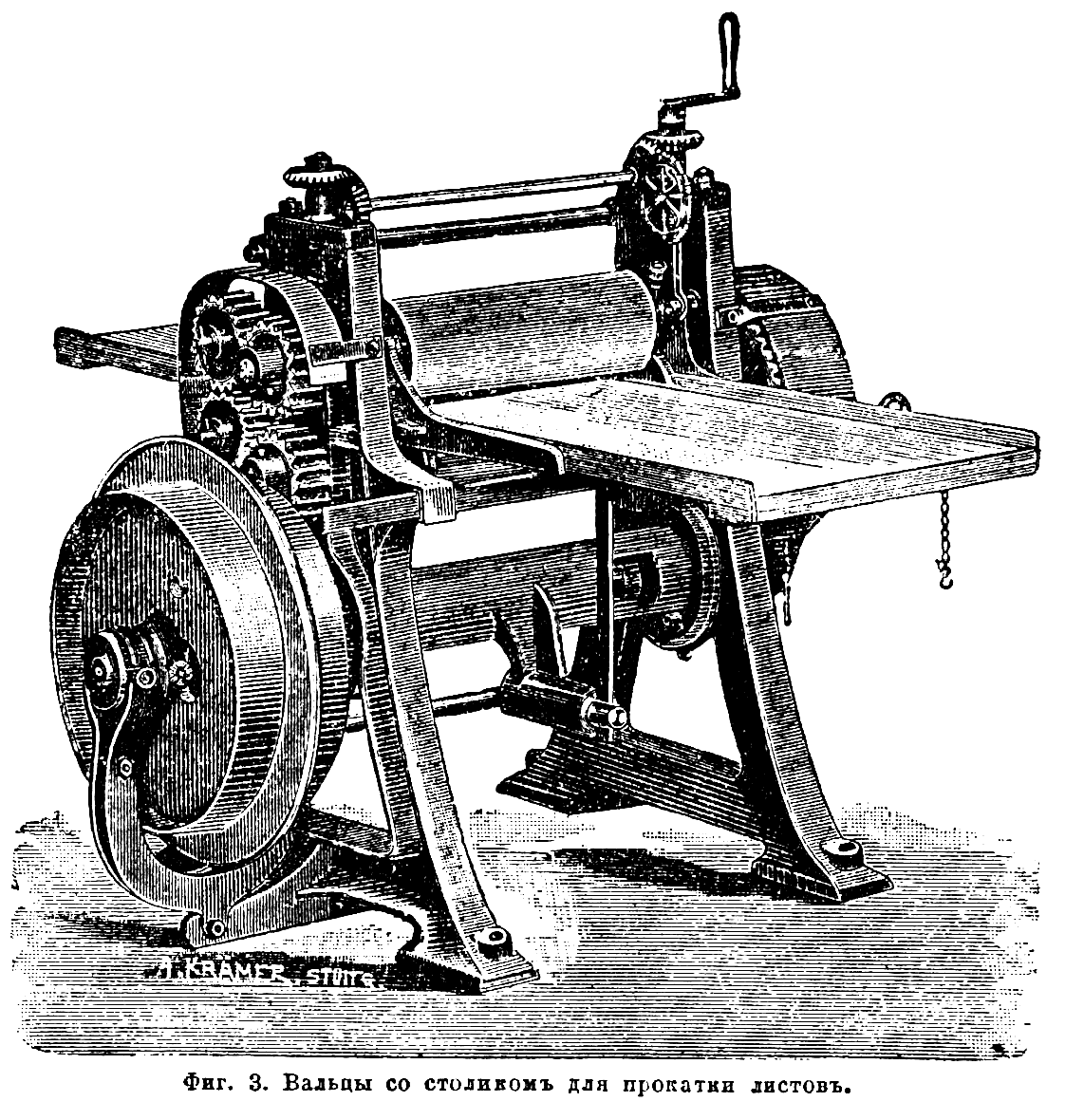
Фиг. 3. Вальцы со столиком для прокатки листов

Вальцы́ (от нем. Walze — валок, каток) — рабочий инструмент кузнечных, дробильных и др. машин — 2 валка, вращающиеся в противоположных направлениях, что обеспечивает захват и обработку материала, проходящего между ними. Поверхность дробильных вальцов рифлёная, в ковочных вальцах имеется ручей, соответствующий конфигурации детали.
По типу привода классифицируются на:
- ручные (вращение валков осуществляется за счёт мускульной силы);
- электромеханические;
- электрогидравлические.

По количеству валков подразделяются на:
- трёхвалковые;
- четырёхвалковые.